# سرزمین بوسه
سرزمین بوسه (به انگلیسی: Kiss Land) نخستین آلبوم استودیویی از د ویکند، خوانندهٔ کانادایی است. این آلبوم در ۱۰ سپتامبر ۲۰۱۳ از طریق ایکس‌او منتشر، و توسط ریپابلیک رکوردز توزیع شد. این آلبوم از سوی شش تک‌آهنگ با نام‌های «سرزمین بوسه»، «تعلق به دنیا»، «عشق در آسمان»، «عشق برای»، «قشنگ» و «سرگردان» پشتیبانی می‌شد. تهیه‌کنندگی این آلبوم در درجه اول توسط دنی‌بوی‌استایلز، د ویکند و  جیسون کونویل ، و با همراهی افراد دیگر انجام شد.
منتقدین عموماً دربارهٔ سرزمین بوسه دیدگاه‌های مثبتی داشته‌اند. این آلبوم با فروش ۹۵٬۰۰۰ نسخه در هفتهٔ اول انتشار، در جدول بیلبورد ۲۰۰ در جایگاه دوم قرار گرفت. تا اوت ۲۰۱۵ تعداد ۲۷۳٬۰۰۰ نسخه از آلبوم سرزمین بوسه در ایالات متحده به فروش رسیده‌بود.

## فهرست آهنگ‌ها
به غیر از مواردی که به آن‌ها اشاره شده، تمامی قطعات توسط دنی‌بوی‌استایلز، د ویکند و  جیسون "داهیلا" کونویل  تهیه شده‌اند.
| فهرست آهنگ‌های سرزمین بوسه | فهرست آهنگ‌های سرزمین بوسه                                                          | فهرست آهنگ‌های سرزمین بوسه                                                        | فهرست آهنگ‌های سرزمین بوسه |
| شماره                     | نام                                                                                | نویسنده(ها)                                                                      | مدت                       |
| ------------------------- | ---------------------------------------------------------------------------------- | -------------------------------------------------------------------------------- | ------------------------- |
| ۱.                        | بی‌نام (تهیه‌کنندگی فرعی توسط هری فراود)                                             | ایبل تسفی دنی اسکوفیلد احمد بلشی جیسون کونویل روری کویگلی اما جولی فینیان گرینال | ۶:۰۸                      |
| ۲.                        | بی‌نام                                                                              | تسفی اسکوفیلد بلشی کونویل                                                        | ۵:۰۷                      |
| ۳.                        | بی‌نام                                                                              | تسفی اسکوفیلد بلشی کونویل استینگ                                                 | ۴:۴۳                      |
| ۴.                        | بی‌نام                                                                              | تسفی اسکوفیلد بلشی کونویل ریچارد مونوز                                           | ۴:۲۷                      |
| ۵.                        | بی‌نام                                                                              | تسفی اسکوفیلد بلشی کونویل                                                        | ۵:۰۷                      |
| ۶.                        | بی‌نام (با همراهی دریک)                                                             | تسفی اوبری گراهام اسکوفیلد بلشی کونویل                                           | ۳:۴۴                      |
| ۷.                        | بی‌نام                                                                              | تسفی اسکوفیلد بلشی کونویل مونوز جوزف بوستانی سلفیا موسمین آلبرت تامیلا           | ۵:۰۶                      |
| ۸.                        | بی‌نام (تهیه شده توسط سیلکی جانسون؛ به‌طور مشترک با د ویکند، دنی‌بوی‌استایلز و داهیلا) | سباستین تلیه تسفی جم هولکبوئر اسکوفیلد کونویل                                    | ۷:۳۵                      |
| ۹.                        | بی‌نام (تهیه‌کنندگی فرعی توسط برندون «بیزی» هالمون)                                  | تسفی اسکوفیلد برندون هالمون کونویل ریکی هیلفیگر                                  | ۶:۱۵                      |
| ۱۰.                       | بی‌نام                                                                              | تسفی اسکوفیلد بلشی کونویل                                                        | ۷:۲۴                      |
| مجموع مدت:                | مجموع مدت:                                                                         | مجموع مدت:                                                                       | ۵۵:۳۶                     |

| آهنگ‌های اضافه در آی‌تیونز استور | آهنگ‌های اضافه در آی‌تیونز استور                  | آهنگ‌های اضافه در آی‌تیونز استور                                     | آهنگ‌های اضافه در آی‌تیونز استور | آهنگ‌های اضافه در آی‌تیونز استور |
| شماره                          | نام                                             | نویسنده(ها)                                                        | تهیه‌کننده(ها)                  | مدت                            |
| ------------------------------ | ----------------------------------------------- | ------------------------------------------------------------------ | ------------------------------ | ------------------------------ |
| ۱۱.                            | بی‌نام (فارل ریمیکس)                             | تسفی فارل ویلیامز اسکوفیلد بلشی کونویل مونوز بوستانی موسمین تامیلا | ویلیامز                        | ۵:۰۵                           |
| ۱۲.                            | بی‌نام (انجام‌شده توسط کاوینسکی به‌همراهی د ویکند) | سباستین آکشوت تسفی وینسنت بلورگی احمد بلشی                         | سباستین                        | ۴:۱۲                           |
| مجموع مدت:                     | مجموع مدت:                                      | مجموع مدت:                                                         | مجموع مدت:                     | ۶۴:۵۳                          |